# Krijgsmacht van de Filipijnen

AFP

De krijgsmacht van de Filipijnen (In de Filipijnen aangeduid als Armed Forces of the Philippines, of kortweg AFP) is de krijgsmacht van de Filipijnen, samengesteld uit de Filipijnse landmacht, de Filipijnse marine en de Filipijnse luchtmacht. De AFP beschikt over in totaal 113.500 actieve beroepsmilitairen. Daarnaast heeft de AFP de beschikking over 131.000 reservisten. De AFP wordt geleid door de Chief of Staff, op dit moment generaal Delfin Bangit, de Vice Chief of Staff (luitenant-generaal Cardozo Luna) en Deputy Chief of Staff (luitenant-generaal Rodrigo Maclang).

## Geschiedenis
In 1935 werd de Filipijnen een gemenebest-status toegekend. Het land mocht bovendien een eigen leger gaan oprichten. Nog datzelfde jaar werd middels de National Defense Act de Filipijnse landmacht in het leven geroepen. Los daarvan bestond ook nog de Philippine Constabulary dat viel onder het ministerie van Binnenlandse Zaken. Op 23 december 1950 werd de krijgsmacht van de Filipijnen grondig gereorganiseerd. Aanleiding voor de grondige reorganisatie onder leiding van de nieuwe minister van Defensie Ramon Magsaysay waren de problemen die het Filipijnse leger ondervond bij het bestrijden van de communistische beweging Hukbalahap. De nieuwe organisatie kreeg de naam de Armed Forces of the Philippines en bestond vanaf toen uit vier onderdelen: de landmacht, de luchtmacht, de marine en de Philippine Constabulary. Deze organisatiestructuur werd pas weer aangepast in de jaren 80.